# Дотишки
До́тишки (бел. Доцішкі) — агрогородок в Вороновском районе Гродненской области Беларуси. Административный центр Дотишского сельсовета.

## География
Деревня расположена в 28 км к северо-западу от районного центра Вороново, неподалёку от автодороги Радунь—Эйшишкес. Находится в пограничной зоне с Литвой.

## История
Деревня упоминается с XVI века, находилась в составе Лидского повета Виленского воеводства Великого княжества Литовского. После Третьего раздела Речи Посполитой Дотишки перешли в состав Российской империи. С 1795 года в составе Виленской, с 1797 — Литовской, с 1801 — Гродненской, с 1842 — Виленской губерний.
В 1861 году в местной школе преподавал известный белорусский поэт Франциск Богушевич.
В межвоенный период деревня располагалась в Польше, в Новогрудском воеводстве, в Лидском повете, в гмине Эйшишки. В составе БССР с 1939 года.
В 1998 году в деревне был построен Костёл Милосердия Божьего. В 2002 году костёл освятил гродненский епископ Александр Кашкевич.

## Население
- 1960 год — 239 жителей
- 1970 год — 263 жителя
- 2004 год — 460 жителей
- 2014 год — 552 жителя

## Инфраструктура
В деревне есть средняя школа, сельский клуб, фельдшерско-акушерский пункт, детский сад, 2 комплексных приёмных пункта, музыкальная школа, отделение связи, кафе, 3 магазина, ферма.

## Достопримечательность
- Костёл Милосердия Божьего
- Памятник на братской могиле советских воинов.